# 大塩平八郎
大塩 平八郎（おおしお へいはちろう）は、江戸時代後期の儒学者、大坂町奉行組与力。大塩平八郎の乱を起こした。
通称は平八郎、諱は正高、のち後素（こうそ）、字は子起。号は連斎・中軒・中斎。家紋は揚羽。大塩家は今川氏の末流と言われ、本家は尾張藩の馬廻として仕えた。その分流が抱席の大坂東町奉行組与力となり、平八郎は初代の大塩六兵衛成一から数えて8代目にあたる。大坂天満に生まれた。かつては平八郎が養子で阿波国の生まれとする説も存在したが、乱に関する幕府評定所の吟味書の記述などから、養子である可能性は否定されている。

## 生涯

### 大坂町奉行組与力
14歳で与力見習いとして大坂東町奉行所に出仕する。柴田勘兵衛門について佐分利流槍術を学び関西第一の評判を得る。他に中島流砲術を学んだ。25歳で与力となる。奉行所時代は、組違いの同僚である西町奉行所与力・弓削新右衛門の汚職を内部告発したり、切支丹を摘発したり、破戒僧を処断したりなど、汚職を嫌い、不正を次々と暴いた。奉行所内では大塩を疎む者もいたが、上司の東町奉行・高井実徳は大塩を重用した。前述の弓削新右衛門の一件と、切支丹摘発、破戒僧の摘発を大塩自らが「三大功績」としている。

### 陽明学者
文政7年（1824年）、独学で陽明学を修めた大塩は自宅に洗心洞を開く。文政13年（1830年）の高井の転勤とともに与力を辞し、養子の大塩格之助に跡目を譲った。隠居後は学業に専念し、洗心洞で子弟を指導した。江戸の陽明学者・佐藤一斎とは面会したことはないが、頻繁に書簡を交わした。大塩の陽明学は「知行合一」を中心思想に据えたもので、「中斎学派」と呼ばれる学派を形成するまでに成長した。大塩の存命時は寛政異学の禁の影響が続いており、朱子学がもてはやされたため、もともと狷介人である大塩は朱子学者からの不毛な論戦に時間を取られることを避けて、来客にはほとんど面会せず、送られてきた書簡への返信もしなかった。

### 飢饉対策
天保の大飢饉は、全国的には天保4年（1833年）秋から同5年（1834年）夏にかけてと天保7年（1836年）秋から同8年（1837年）夏にかけてが特に酷かった。
前者の際には、大坂西町奉行の矢部定謙が大塩を顧問のごとく遇し、また矢部の配下に内山彦次郎のような経済の専門家が揃っていたため、無事切り抜けた。
しかし後者の際には、矢部は勘定奉行に栄転しており、後任の大坂東町奉行跡部良弼は幕府の将軍宣下の儀式費用のために大坂から江戸への廻米を強行し、跡部は与力の内山彦次郎を兵庫に遣わして買米にあたらせ、その米を江戸に送るなどの暴政を行った。これにあわせて、豪商が米を買い占めたため、米価は高騰した。跡部は江戸への回米を徹底するため、京から5升1斗程度の米を買いに下る者をさえ召し捕えるほどであったため、京の都は餓死者で溢れた。自ずと流民は大坂に流れ込み、大坂市中の治安は悪化した。
大塩は大坂の民衆が飢餓に喘いでいることに心を痛め、跡部に対して、蔵米（幕府が年貢として収納し、保管する換金前の米）を民に与えることや、豪商に買い占めを止めさせるなど、米価安定のためのさまざまな献策を行ったが、献策は全く聞き入れられなかった。大塩は豪商・鴻池幸実に対して「貧困に苦しむ者たちに米を買い与えるため、自分と門人の禄米を担保に1万両を貸してほしい」と持ちかけたが、幸実が跡部に相談した結果「断れ」と命令されたため、これも実現しなかったとされる。
しかし実際には、天保4年（1833年）から天保8年にかけて、大坂町奉行は積極的な米価対策を実施し、堂島米取引不正禁止令、堂島米相場抑制令、入津米増加令、他所他国売禁止令、市中小売米価引き下げ令、官米払下げと施行の実施、民間施行の実施など、取ることができる対策のほとんどを取り、その結果、大坂市中の飯米維持政策はかなりの程度実効性をもったといわれている。しかしそれでも限界があり、米不足は深刻化し、その結果大塩の乱が起こった。一方、江戸への米の回送は、米不足に苦しむ江戸の住民の食料の確保のために行ったという見方もある。しかし大坂の米不足の深刻化に伴い、跡部の態度は変わり、天保7年（1836年）11月29日に出た江戸廻米推進令に対しては、大坂の米が大量に流出しないようにする措置を取り、また江戸町奉行の命令で大坂に米を買い付けに来た江戸商人に対しては、協力拒否の姿勢を取っている。また幸実は天保の大飢饉で貧民に義援金を施したが、大塩の乱では焼討対象とされ、大損害を受けた。
また後に大塩が幕府に提出しようとした建議書8カ条のうち、6カ条は「国を乱す「奸侫」」である矢部を弾劾するものであった。この中では矢部が様々な不正を行い、口封じのために証人を殺害したとされている。さらに森鷗外『大塩平八郎』によれば、当時与力見習であった内山は大塩に憎まれていたとされている。これは、大塩が乱の直前に老中に宛てて発送した幕政改革の建議書で内山を攻撃していることからも明らかである。
儒学は孝と忠を重んじるが、儒者たる大塩が認めた『檄文』からは、大塩が朝廷への忠を念頭に、主君たる幕府への諫言を行う意図が明らかに読み取れる。このスタンスは、陽明学徒の主たる特徴である。

### 乱とその後
蜂起の前年の天保7年（1836年）秋、米価高などの影響で同年8月に甲斐国で発生した「天保騒動（郡内騒動）」、三河国挙母藩の「加茂一揆」などの大騒動が各地で発生し、奥羽地方で10万人の死者が出た中、同年9月、大塩は「檄文」を書き上げて極秘に印刷させた。蜂起が悟られないように、板木は32分割されていたという。やがて、飢饉に伴って生じるであろう打ちこわしの鎮圧のためと称して、与力同心の門人に砲術を中心とする軍事訓練を開始した。
天保8年（1837年）2月に入って、もはや武装蜂起によって奉行らを討ち、豪商を焼き討ちして灸をすえる以外に根本的解決は望めないと考え、天保8年2月19日（1837年3月25日）に門人、民衆と共に蜂起する（大塩平八郎の乱）。大塩は蔵書を売り払ったお金を事前に窮民へ分け与え、挙兵への参加をうながした。しかし、平山助次郎と吉見九郎右衛門の密告によって大坂町奉行所に蜂起が露顕。蜂起は実行したものの、当日に鎮圧された。乱による火災は翌日まで続き、1万世帯以上が焼け出された。この火事で大坂の5分の1が焼かれ、俗に大塩焼けと称された。
事件後の厳重な探索で首謀者は次々と自首・自殺、あるいは逮捕されたが、大塩父子の行方は分からなかった。大塩は戦場から離れた後、跡部の暗殺を志してか、淀川に船を浮かべて日が暮れるまで大坂東町奉行所の様子を窺った。その後、四ツ橋のあたりで長刀を川に投げ捨て、河内国を経て大和国に逃亡した。数日後、再び大坂に舞い戻って下船場の靱油掛町の商家美吉屋五郎兵衛宅の裏庭の隠居宅に潜伏した。3月27日、美吉屋の女中がいつも2人分の食事が余分にあるのを不審に思い、大坂城代（下総国古河藩主）土井利位の摂津平野郷陣屋に密告したことで幕府方に潜伏先が発覚。役人に囲まれる中、養子の格之助と共に短刀と火薬を用いて自決した。享年45。

## 人物・逸話
- 「友人になりたいと思った相手に対して、なんらかの邪心を抱いているならば、親しくすべきではない」との言葉から、極めて厳格な人間性が窺われる。
- 非常に短気で、頼山陽からは「小陽明」とその学識ぶりを称賛される一方で「君に祈る。刀を善（ぬぐ）い、時に之を蔵せよ」とその直情的な性格を忠告された。また、大坂西町奉行・矢部定謙宅に招かれて食事中に幕政の腐敗に怒ったあまり、本来なら歯が立たないほどの硬い魚（カナガシラ）の頭を噛み砕いてしまったことがある。
- 近藤重蔵が大坂御弓奉行を勤めていた時に会ったことがあり、互いに「畳の上では死ねない人」という印象を抱いた。
- 講義は厳格そのもので、門人たちは緊張のあまり大塩の目が見られなかったという。
- ストイックな生活を送り、夕方には就寝、午前2時に起床と天体観測、潔斎と武芸の後に朝食、午前5時には門弟を集めて講義、その後出勤というサイクルであった[2]。
- 自他共に厳しく、神経の張り詰めた生活を送り、10日余りも眠ることが出来なかった時があったという。

### 生存説
大塩平八郎の乱が鎮圧され、1か月後に潜伏先を探り当てられて大塩が養子格之助とともに自害した際、火薬を用いて燃え盛る小屋で短刀を用いて自決し、死体が焼けるようにしたために、小屋から引き出された父子の遺体は本人と識別できない状態になっていた。このため「大塩はまだ生きており、国内あるいは海外に逃亡した」という風説が天下の各地で流れた。また、大塩を騙って打毀しを予告した捨て文によって、身の危険を案じた大坂町奉行が市中巡察を中止したり、また同年にアメリカのモリソン号が日本沿岸に侵入していたことと絡めて「大塩と黒船が江戸を襲撃する」という説も流れた。これらに加え、大塩一党の遺体の磔刑をすぐに行わなかったことが噂に拍車をかけた。
幕府の吟味は、乱の関係者が数百人に上ることに加え、未曾有の大事件であったため、大坂町奉行所と江戸の評定所の2段階の吟味となり、1年以上の長期にわたることとなった。事件の規模、重大性から考慮すると、吟味が遅延したとは言えないが、天下の注目を集めただけに、町人出身の京の老儒猪飼敬所のように、なかなか仕置が定まらないことに不審を持つ者も多かった。
乱首謀者はほとんど捕縛時に自決するか、その後の過酷な取り調べにより死亡したが、処分決定まで死体は塩漬けにされて保存された。天保9年(1838)8月21日、罪状が宣告され、大塩平八郎を始め首謀者19人のうち生存していた1名を含めて塩漬け死骸が大坂南郊の飛田刑場で磔刑に処された。そのほか、斬首17名、遠島23名、何らかの処罰を受けた者は750人におよぶ。磔刑の様子は、竹上万太郎を除き、塩漬けにされて人相も明らかでない遺体が十数体磔にされるという異様な風景であり、生存説をさらに加速させることとなった。ただし、大塩の友人で乱鎮圧の立役者となった坂本鉉之助は、市中引き回しとなった大塩の遺体を見た知人の話として、確かに大塩の面影があったと松浦静山に述べている。

### 容貌
大塩の肖像画としては、菊池容斎が描いたものが非常に有名である。しかし、菊池は大塩に面識がなく、この絵もいつごろ描かれたものか詳細は不詳である。
大塩が逃亡した後、町奉行所が全国に手配書を配っているが、そこに大塩の容貌が詳細に書かれている。
「年齢四十五六斗 顔細長キ色白キ方 眉毛細ク薄キ方 額開キ月代厚キ方 眼細キ有之鼻常躰 背格好常躰中肉 其節之着類鍬形付甲着用黒キ陣羽織其余着用」
手配書には上記のように「背格好常躰中肉」（中肉中背）と記されている。石崎東国『大塩平八郎伝』（大正八年）に門人の証言が引用されているが、それによると「大塩の容貌ですが、なかなか美男でござりました、身の丈は五尺五六寸、少しやせすぎですが凛とした風采はそりゃ立派なものです」とあり、このため美男子であったが身長は160cm台で当時の平均程度であったと思われる。

## 追悼碑・墓
大塩事件研究会によって、昭和51年（1976年）大塩父子の終焉地近傍の大阪市西区靱本町1丁目18番12号（天理教飾大分教会の敷地内）に追悼碑が建てられた。碑には「大塩平八郎終焉の地」と刻まれ、大きさは横2.24m、高さ1.13mである。終焉地である油掛町の美吉屋の跡は、この碑がある道路の一本北の道に北面していた。2021年、靱公園へ移転した。
謀反人である平八郎と格之助の墓は建てられることができなかったが、1890年（明治30年）に、大塩家の菩提寺である大阪市北区の成正寺に建てられた。戦災で破損した墓を1957年に復元したものである。昭和62年（1987年）、墓の隣に「大塩の乱に殉じた人びとの碑」が建立された。毎年、命日の3月29日に慰霊法要が営まれる。

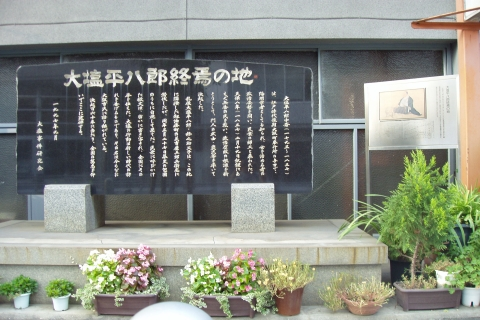
大塩終焉地の碑（大阪市西区）
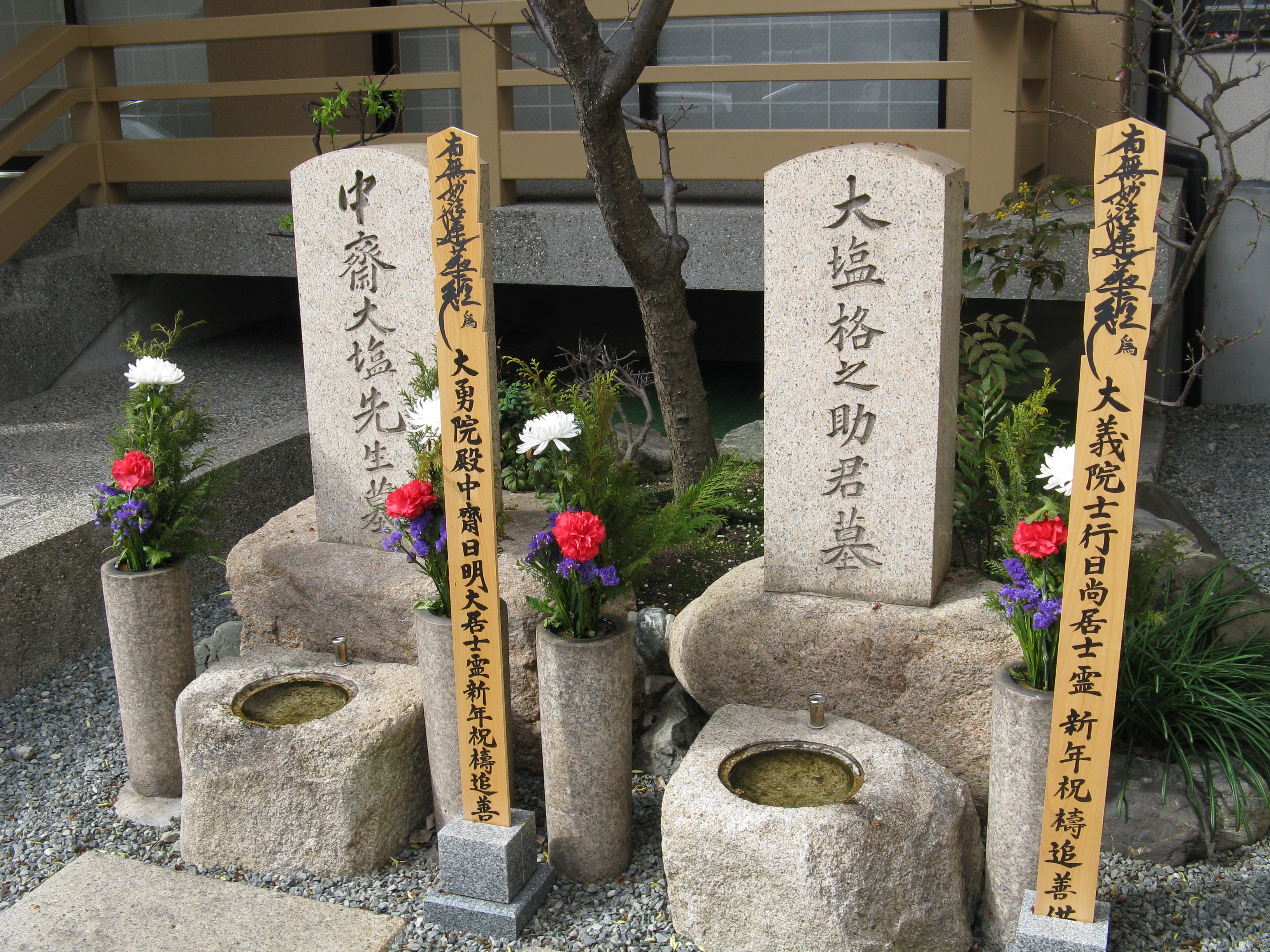
平八郎と格之助の墓

## 著書
いずれも乱の直後に大坂町奉行所によって禁書とされ、売買を固く禁じられた。出版状況については「関連文献」節を参照。
- 『洗心洞箚記』
大塩の代表作。読書録の形式で陽明学を説いた書。
長州藩の吉田松陰はこの著作を「取りて観ることを可となす」と評価し、また薩摩藩の西郷隆盛も禁書となったこの著作を所蔵していた。
- 『儒門空虚聚語』
仏教特有の概念とされてきた「空」「虚」が仏教伝来以前の儒教の聖賢の経書に現れていることを実例を挙げて証明した書。陽明学は「知行合一」で実践を重んじることから、朱子学派や仏教徒などから禅の影響が強いと批判されがちであった。
- 『増補孝経彙注』
『孝経』についての先賢の注釈をまとめた書。大塩は儒教の概念の根本は親への孝であると説いた。
- 『古本大学刮目』
朱子学提唱者の朱熹は経書である『大学』の字句を自説に従うよう修正してしまい、朱子学の興隆とともに修正後の『（新本）大学』が広く出回るようになってしまったため、本来の形の『古本大学』に陽明学者として注釈を加えた著作。出版のための準備が進行していたが、乱により禁書となった。明治維新後、門人の田結荘千里によって出版された。
この著作の序文は頼山陽に依頼したが、間もなく他界したために頓挫し、のち佐藤一斎に依頼して断られる。また、津藩儒の斉藤拙堂に依頼し、原稿が寄せられたものの、拙堂は朱子学者の立場で書いたため、著作の意義が損なわれるとして大塩は採用しなかった。序文は最終的には、大塩本人が天保3年6月に書いた自序のみが掲載された。

## 関連書籍

### 大塩の著作（明治以降出版）
大塩の主著の概略は「著書」節を参照。
- 『洗心洞詩文』船井政太郎刊（1879年）
- 戴聖・王守仁著、大塩編『古本大学旁註』鉄華書院（1896年）
- 『通俗 洗心洞箚記』内外出版協会（1913年）
- 『大塩中斎先生 天保救民告文』大塩中斉先生九十年記念会（1926年）
- 山田準訳『洗心洞箚記』岩波文庫（1940年）
- 『日本の名著27 大塩中斎』中央公論社（宮城公子責任編集、1978年）、現代語訳。普及版・中公バックス
- 『日本教育思想大系11 大塩中斎』日本図書センター（1979年）。復刻版
- 『日本思想大系46 佐藤一斎・大塩中斎』岩波書店（1980年）。福永光司校注
- 吉田公平訳『洗心洞箚記―大塩平八郎の読書ノート』たちばな出版〈上・下〉（1998年）

### 学術雑誌
- 『大塩研究』大塩事件研究会
年数回発行。

### 研究書
- 森田康夫『大塩平八郎の時代：洗心洞門人の軌跡』校倉書房、1993年。ISBN 4-7517-2280-8
- 森田康夫『大塩平八郎と陽明学』和泉書院〈日本史研究叢刊19〉、2008年。ISBN 978-4-7576-0487-2
- 森田康夫『大塩思想の可能性』和泉書院〈日本史研究叢刊22〉、2011年。ISBN 978-4-7576-0605-0
- 森田康夫『大塩思想の射程』和泉書院〈日本史研究叢刊28〉、2014年。ISBN 978-4-7576-0707-1
- 森田康夫『太虚と公正無私の世界：近代を拓く大塩思想』和泉書院〈いずみ昴そうしょ9〉、2021年。ISBN 978-4-7576-1003-3
いずれも思想家としての大塩について検討している。
- 相蘇一弘『大塩平八郎書簡の研究』清文堂出版、2003年。ISBN 4-7924-0545-9
発見された大塩の書簡全てを網羅し、個別に読み下しおよび詳細な解説を付す。現在までで最も詳細かつ正確な年表が収載。
- 大塩事件研究会編『大塩平八郎の総合研究』和泉書院〈日本史研究叢刊21〉、2011年。ISBN 978-4-7576-0584-8
大塩個人の事績や乱、周辺人物、時代背景などに関する論文12編を収載。
- 宮崎ふみ子編『京坂キリシタン一件と大塩平八郎 史料と考察』吉川弘文館 2021年2月。ISBN 978-4-642-04338-0

### 伝記
- 幸田成友『大塩平八郎』東亜堂書房、1910年。（創元社〈日本文化名著選〉、1942年／中公文庫、1977年／「著作集」中央公論社）
現在に至るまで大塩平八郎研究の基礎となる著作。
- 高畑常信・小尾郊一『大塩中斎・佐久間象山』明徳出版社〈叢書・日本の思想家38〉、1981年。
- 森田康夫『大塩平八郎への道：評伝／ことば』和泉書院〈Izumi books 20〉、2017年。ISBN 978-4-7576-0846-7
- 宮城公子『大塩平八郎』朝日新聞社〈朝日評伝選16〉、1977。（増補版、ぺりかん社、2005年。ISBN 4-8315-1100-5）

## 大塩平八郎を題材とした作品

### 随筆・実録本
大塩平八郎の一件は、事件発生直後から話題を呼び、随筆や実録本で流布した。実録本の内容は明治期の刊行物にも受け継がれた。
- 坂本鉉之介『咬菜秘記』
- 松浦静山『甲子夜話』
- 『浪花筆記』
- 『天保浪花噺』
- 『天保太平記』
- 『今古実録 天満水滸伝』

### 小説
- 森鷗外『大塩平八郎』岩波文庫ほか
- 佐々木味津三『風雲天満双紙』立風書房ほか
- 藤本義一『ふりむけば朝』集英社
- 阿部牧郎『大坂炎上 大塩平八郎「洗心洞」異聞』徳間文庫ほか
- 菊池道人『大塩平八郎起つ』廣済堂出版
- 渡辺一雄『「乱」大塩平八郎』廣済堂出版
- 長尾剛『大塩平八郎 構造改革に玉砕した男』ベストセラーズ
- 北方謙三『杖下に死す』文藝春秋

これら以外にも多数の小説がある。

### 映画
- 『侠骨男児大塩平八郎』（1910年、演：尾上松之助）
- 『大塩平八郎』（1914年、演：尾上松之助）
- 『風雲天満双紙』第一篇・第二篇（1930年、演：片岡千恵蔵）
- 『風雲天満動乱』前篇・後篇（『風雲天満動乱』『続風雲天満動乱 完結篇』）（1957年、新東宝、演：嵐寛寿郎）

### 漫画
- ながいのりあき作画『その時歴史が動いた コミック版 改革者編』ホーム社
- みなもと太郎『風雲児たち』第14巻 リイド社
- ほりのぶゆき『江戸むらさき特急』
- 伊賀まき原作、伊賀和洋作画『大塩平八郎』 小池書院
- 八潮路つとむ脚本、西崎泰正作画『檄 大塩平八郎の道』上・下 リイド社

### 浪曲
- 浪曲師真山隼人 『ああ大塩平八郎』 （山下辰三・作、西脇功・音楽）